# 法拉奥利瓦纳和索拉
法拉奥利瓦纳和索拉（義大利語：Fara Olivana con Sola），是意大利贝加莫省的一个市镇。总面积4平方公里，人口1326人，人口密度331.5人/平方公里（2009年）。国家统计（ISTAT）代码为016097。